# 세반 송어
세반 송어는 아르메니아의 세반호와 흐라즈단강에서 서식하는 연어과 생물이다.
현재는 멸종위기에 처해 있다. 소련 시대에 호수로 유입된 수많은 천적들 때문에 위기에 처했다. 또 수질이 나빠진 것도 영향을 주었다. 한편으로는 키르기스스탄에 있는 호수에서 성공적으로 정착하기도 하였다. 1976년 아르메니아 정부는 세반 송어의 상업 목적 어업을 중단하고 세반국립공원을 조직하였다. 최근에는 양식을 한다.